# Osservatorio astronomico di Trieste
L'osservatorio astronomico di Trieste (OATs) è un'istituzione scientifica che ha sede a Trieste.

## Descrizione
L'osservatorio nacque dalla Scuola nautica fondata a Trieste dall'imperatrice Maria Teresa d'Austria nel 1753. Nel 1851 vi fu costruito un osservatorio, che nel 1923, dopo la prima Guerra mondiale, fu iscritto nella lista degli osservatori astronomici italiani. Attualmente, l'osservatorio è affiliato all'Istituto nazionale di astrofisica (INAF). L'OATs si divide su due sedi, la principale presso il castello Basevi e Villa Bazzoni a Trieste e la sede osservativa di Basovizza, in cui si trova la Specola Margherita Hack, dedicata alle visite per il pubblico.
L'attività di ricerca dell'OATs copre tutte le aree principali dell'astronomia e dell'astrofisica contemporanee (cosmologia, fisica stellare, fisica del Sole e del sistema solare, studio della formazione ed evoluzione galattica e della struttura a grande scala dell'Universo, astrofisica delle alte energie, studio delle tecnologie astrofisiche e aerospaziali). Di particolare importanza è la partecipazione ai progetti dell'ESO Very Large Telescope, del Large Binocular Telescope, del satellite Planck e dell'European Extremely Large Telescope. L'osservatorio è collegato alle principali istituzioni scientifiche triestine (Dipartimento di fisica dell'Università degli Studi di Trieste, SISSA, AREA) e collabora con le più importanti istituzioni astronomiche nazionali ed internazionali (ASI, ESA, ESO). La produzione scientifica supera i 130 articoli all'anno, pubblicati nella maggior parte dei casi su periodici internazionali secondo il principio della revisione paritaria.